# La Barde
La Barde é uma comuna francesa na região administrativa da Nova Aquitânia, no departamento de Charente-Maritime. Estende-se por uma área de 21,25 km². Em 2010 a comuna tinha 502 habitantes (densidade: 23,6 hab./km²).